# Huliaipole
Huliaipole (tiếng Ukraina: Гуляйполе) là một thành phố của Ukraina. Thành phố này thuộc tỉnh Zaporizhia. Thành phố này có diện tích 23.1 km², dân số theo điều tra dân số năm 2001 là 17.077 người.

## Lịch sử
Xem chi tiết:Trận Huliaipole
Ngày 5 tháng 3 năm 2022, Quân đội Nga trong cuộc tấn công ở phía Nam Ukraine đã tấn công thành phố này, bắt đầu cuộc chiến giành thành phố. Hầu hết thành phố đã bị phá hủy trong trận chiến và theo Al Jazeera thì mọi cư dân đã chuyển xuống dưới các tầng hầm.